# Fran Zbašnik
Fran Zbašnik, slovenski pravnik, pesnik, pisatelj, kritik in urednik, * 1. oktober 1855, Dolenja vas, † 2. februar 1935, Ljubljana.

## Življenjepis
Zbašnik je študiral pravo Gradcu, kjer je 1883 tudi promoviral. Po koncu študija je služboval na okrajnih glavarstvih v Postojni, Kamniku in Radovljici, nazadnje pa je bil tajnik deželnega odbora in ravnatelj uradov deželnega odbora v Ljubljani. Zbašnik je bil prvi predsednik leta 1905 ustanovljenega Društva slovenskih književnikov in časnikarjev. 

## Literarno delo
Zbašnik je začel svojo literarno pot kot pesnik in se zgledoval pri F. Prešernu in A. Aškercu, pozneje pa se je posvetil samo še pripovedništvu. Napisal je več kratkih pripovedi in povesti: Na krivih potih (1893), Boj za pravico (1897), Nehvaležni sin (1900), Pisana mati (1909) ter romana: Z viharja v zavetje (1900), Žrtve (1901). V svojih delih je Zbašnik pripovedoval o kmečkem življenju, privlačila pa ga je tudi zgodovinska tematika. Njegove zgodbe so spretno napisane, velikokrat vzgojne in kritične, po psihološki strani pa dostikrat tudi pomankljive.
Ukvarjal se je z gledališko in književno kritiko, pisal pa je tudi dokumentarno-spominske sestavke o I. Cankarju, F. Levstiku, J. Kersniku, Z. Kveder, I. Tavčarju.
Zbašnik je bil od leta 1903 do 1909 tudi urednik pri Ljubljanskem zvonu. Med njegovim urednikovanjem je list združeval mnoge tedanje pisce.